# Blackbeard Legacy
Blackbeard Legacy est un comics créé par Darren Davis et Scott Davis au scénario et Mike Maydak aux dessins. Débutée chez Alias Comics, la saga s’est ensuite poursuivie chez Bluewater Publications.

## Contexte
Le Pirates des Caraïbes : La Malédiction du Black Pearl a généré, rien que pour l’exploitation en salles, plus de 650 millions de $ de profits. Surfant sur la vague de ce méga-succès, Alias lance ce Blackbeard Legacy en reprenant une partie de la recette de la franchise Disney : à savoir un mélange de pirates et de fantastique.

Les fantômes sont ici remplacés par des zombies et les pirates ont pour principale héroïne Hanna Teach, la fille du célèbre Barbe Noire. L’ironie est qu'à la suite du départ de Keira Knightley de la série de films, celle-ci ci sera remplacée par Penelope Cruz incarnant … la fille de Barbe Noire, mais dans ce cas sous le prénom d’Angelica. La BD qui avait largement été influencée par le film de Gore Verbinski anticipait cette fois la saga de la Walt Disney Pictures.

## L’histoire
Si ces éléments de départ semblent excellents la réalisation manque de cohérence. L’une des couvertures initiales utilise, dans un style réaliste, le mannequin Traci Bingham revêtue en pirate. Or l’héroïne de l’histoire ne ressemble pas du tout à celle de la couverture. De même, le dessin n’est pas réaliste, mais il ne tire pas non plus vers le comique. C’est à la fois l’originalité de cette saga mais aussi sa limite.

D’autant que le scénario est très classique puisque Hanna Teach tient à mettre la main sur le trésor du papa, chose qu’elle ne pourra réellement faire qu’en retrouvant son frère qui a le deuxième morceau d’un médaillon plus ou moins magique.

## Publications
Le suivi des publications n’est pas aisé à suivre sans un minimum d’explications puisque le # 4 de Bluewater sort avant le #3 lequel est publié avant le #0 !

La série commence chez Alias avec la publication de 3 numéros (mai-juillet 2006). À la suite de l’arrêt de la série chez cet éditeur, Bluewater entend reprendre la publication avec un 4e épisode déjà écrit pour Alias par la même équipe mais encore non publié. 

Cette chose étant faite. Une nouvelle série avec une nouvelle équipe, en l’occurrence Eric Arvin et Nicolas Ricardo Giacondino, est mise en place avec une nouvelle histoire et une nouvelle numérotation (janvier-mars 2008). 

Nouvelle et ultime tentative par le dessinateur créateur, Mike Maydak, qui s’essaye aussi au scénario, dans une histoire indépendante qui porte le #0 (novembre 2008). 

### Alias
- #1 (mai 2006)

Kiss the Gunner's Daughter Blackbeard Legacy – 22 planches
Scénario : Darren Davis et Scott Davis / Dessins : Mike Maydak
- #2 (juin 2006)

Bayamo – 22 planches
Scénario : Darren Davis et Scott Davis / Dessins : Mike Maydak
- #3 (juillet 2006)

Sans titre – 22 planches
Scénario : Darren Davis et Scott Davis / Dessins : Mike Maydak

### Bluewater Publications
- #4 (décembre 2007)

The Patron of St Revenge – 22 planches
Scénario : Darren Davis et Scott Davis / Dessins : Mike Maydak
- #1 (janvier 2008)

Sans titre – 22 planches
Scénario : Eric Arvin / Dessins : Nicolas Ricardo Giacondino / Couleurs : Andrew Cramer
- #2 (février 2008)

Sans titre – 22 planches
Scénario : Eric Arvin / Dessins : Nicolas Ricardo Giacondino / Couleurs : Andrew Cramer
- #3 (mars 2008)

Sans titre – 22 planches
Scénario : Eric Arvin / Dessins : Nicolas Ricardo Giacondino / Couleurs : Andrew Cramer
- #0 (novembre 2008)

Dead or Alive – 22 planches
Scénario : Mike Maydak / Dessins : Mike Maydak
- The Blackbeard Legacy vs Pistolfist

#1 (janvier 2010)
Dessins de Diego Simone / Scénario : J.S Earls
Dernière tentative en date avec Hanna Teacher. Il s’agit d’un crossover avec un autre personnage, Pistolfist, sorte de super-héros de la guerre d’indépendance américaine. C’est le scénariste créateur de Pistolfist qui officie dans cette histoire. Pour l’anecdote on rappellera que Barbe Noire est mort en 1718 et que les premiers signes de révolte contre la puissance britannique date du « massacre de Boston » en 1770. Il y a là un fossé de 50 ans !